# Hisonotus montanus
Hisonotus montanus es una pequeña especie de pez loricárido de agua dulce que integra el género Hisonotus. Este siluriforme habita en aguas templado-cálidas del centro-este de América del Sur.

## Taxonomía
Esta especie fue descrita originalmente en el año 2009 por los ictiólogos brasileños Tiago Pinto Carvalho y Roberto Esser dos Reis, con el mismo nombre científico.
Localidad tipo
La localidad tipo referida es: “río Rufino, en las coordenadas: 27°51′36″S 49°46′55″O / -27.86000, -49.78194, en la autopista SC427 al pasar por la ciudad de Río Rufino, estado de Santa Catarina, Brasil”.
Holotipo
El ejemplar holotipo designado es el catalogado como: MCP 42578, se trata de una hembra adulta la cual midió 43,0 mm. Fue colectada el 1 de mayo de 2007 por T. P. Carvalho, A. R. Cardoso y C. A. Cramer.
Paratipos
Todos los paratipos fueron colectados en la cuenca del río Canoas, afluente del río Uruguay, en el estado de Santa Catarina. Fueron catalogados como: ANSP 187475; MCP 41459; MCP 22369 y UFRGS 9597.
Etimología
Etimológicamente el término genérico Hisonotus se construye con palabras en el idioma griego, en donde: isos significa ‘igual’ y noton es ‘espalda’ o ‘dorso’.
El epíteto específico montanus es un adjetivo que refiere a la palabra idéntica en latín, que significa ‘relativo a las montañas’, en referencia a la gran altitud en que vive esta especie.

## Distribución y hábitat
Esta especie se encuentra del centro-este de América del Sur, específicamente en cursos fluviales de aguas templadas del estado de Santa Catarina, en el sudeste del Brasil. Es endémica del río Canoas, un afluente de la sección superior de la cuenca del río Uruguay, perteneciente a la cuenca del Plata. Habita a una altitud de 850 mm en las más elevadas cabeceras del río Uruguay.
Ecorregionalmente es un endemismo de la ecorregión de agua dulce Uruguay superior.